# Maren Aardahl
Maren Nyland Aardahl (n. 2 martie 1994, în Trondheim) este o handbalistă norvegiană care joacă pentru clubul danez Odense Håndbold. Anterior, Aardahl a mai evoluat la Byåsen HE, SG BBM Bietigheim și clubul românesc SCM Râmnicu Vâlcea.
Maren Aardahl este și componentă a echipei naționale de handbal pe plajă a Norvegiei, cu care a câștigat medalia de argint la Campionatul Mondial din 2018 și pe cea de bronz la Campionatul Mondial din 2016.

## Palmares
Club (handbal în sală)
- Liga Campionilor:
  - Optimi de finală: 2021

- Liga Națională:
  -  Medalie de bronz: 2021

- Cupa României:
  -  Câștigătoare: 2020

- Supercupa României:
  -  Câștigătoare: 2020

- Eliteserien:
  -  Medalie de argint: 2014

Echipa națională (handbal pe plajă)
- Campionatul Mondial de handbal pe plajă:
  -  Medalie de argint: 2018
  -  Medalie de bronz: 2016

- Campionatul European de handbal pe plajă:
  -  Medalie de aur: 2017